# 六幼生綱
六幼生綱（ろくようせいこう、学名：Hexanauplia）は、カイアシ類・鞘甲類（フジツボ類、シダムシなど）・ヒメヤドリエビ類をまとめた甲殻類の分類群である。本群に分類される甲殻類は、かつて顎脚類の一部としてまとめられた。
学名の由来でもある6つのノープリウス（nauplius）幼生期をもつことを特徴とする。系統的には軟甲類とともに多甲殻類（Multicrustacea）を構成する。
六幼生類説と対立し、鞘甲類と軟甲類をまとめた共甲類（Communostraca）説もあるが、2019年現在、六幼生類説の方が相対的に有力である。

## 分類
次のリストは「World Register of Marine Species」をもとに列挙した。
- 六幼生綱 Hexanauplia
  - カイアシ亜綱 Copepoda
    - 新カイアシ下綱 Neocopepoda
      - 前脚上目 Gymnoplea
        - カラヌス目 Calanoida

      - 後脚上目 Podoplea
        - カヌエラ目 Canuelloida
        - キクロプス目（ケンミジンコ目）Cyclopoida
          - キクロピシナ亜目 Cyclopicinida
          - キクロプス亜目 Cyclopida
          - エルガシルス亜目 Ergasilida
          - オイトナ亜目 Oithonida

        - ゲリエラ目 Gelyelloida
        - ハルパクチクス目（ツツガタケンミジンコ目、ソコミジンコ目）Harpacticoida
        - ミソフリア目 Misophrioida
        - モンストリラ目 Monstrilloida
        - モルモニラ目 Mormonilloida
        - シフォノストム目 Siphonostomatoida

      - 原始前脚下綱 Progymnoplea
        - プラティコピア目 Platycopioida

  - ヒメヤドリエビ亜綱 Tantulocarida
  - 鞘甲亜綱（フジツボ亜綱） Thecostraca
    - 嚢胸下綱 Ascothoracida
      - シダムシ目 Dendrogastrida
      - キンチャクムシ目 Laurida

    - 蔓脚下綱（フジツボ下綱） Cirripedia
      - 尖胸上目 Acrothoracica
        - （目）Cryptophialida
        - （目）Lithoglyptida

      - 根頭上目 Rhizocephala
        - アケントロゴン目 Akentrogonida
        - ケントロゴン目 Kentrogonida

      - 完胸上目 Thoracica
        - （目）Cyprilepadiformes
        - （目）Ibliformes
          - エボシガイ亜目 Lepadiformes

        - 有柄目 Pedunculata
          - ミョウガガイ亜目 Scalpelliformes

        - 無柄目 Sessilia
          - ハナカゴ亜目 Verrucina
          - ブラキレパドモルファ亜目 Brachylepadina
          - フジツボ亜目 Balanina

    - 彫甲下綱 Facetotecta